# Inconfundible
Inconfundible es el segundo trabajo discográfico como solista del gran cantautor de la música vallenata Jean Carlos Centeno con el acordeón de José Fernando “El Morre” Romero y Ronal Urbina que salió al mercado el 26 de septiembre de 2008 con el sello SONY-BMG.
Se destacaron canciones de este álbum como Te Ame, Perdón, Duele, Para Volverte a amar y Fruta Prohibida canción que canto a dúo con silvestre dangond.

## Lista de canciones
1. Te Amé (Con La Primera Mirada)
2. Y No Sé Si Tu
3. Una Por Otra
4. La Brasilera
5. Duele
6. Llévate Tu Ausencia
7. Fruta Prohibida
8. La Mujer Que Me Robé
9. Perdón
10. Te Amo Y Nada Más
11. Pasión De Celos Salvajes
12. Para Volverte Amar
13. Me Gustas
14. A Mis Amigos
15. Un Tercero Está De Más
16. La Creciente Del Cesar